# Taikaperiode
De Taikaperiode (大化, Taika) is een Japans tijdperk (年号, nengō of 元号, gengō) tijdens de regering van keizer Kōtoku. Het tijdperk begon op de negentiende dag van de zesde maand in het vierde regeringsjaar van keizerin Kōgyoku (17 juli 645) en liep tot de vijftiende dag van de tweede maand in het zesde jaar van het Taika-tijdperk (22 maart 650).
De nieuwe jaartitel werd gecreëerd om het begin van het bewind van keizer Kōtoku te markeren. Taika betekent "grote verandering". Dit was de eerste nengō, afgeleid van het Chinese systeem van tijdperken (年號 / 年号, niánhào). Na de Taikaperiode kwam de Hakuchiperiode.

## Gebeurtenissen in de Taikaperiode
Taika 1 (大化元年 - 645 n.Chr.)
- Veertiende dag van de zesde maand in het vierde regeringsjaar van keizerin Kōgyoku (12 juli): keizerin Kōgyoku doet afstand van de troon; haar jongere broer Kōtoku volgt haar op en neemt kort daarna bezit van de troon.
- Kōtoku introduceert de Taika-hervormingen.
- Geboorte van prinses Uno-no-sarara (鸕野讚良), de latere keizerin Jitō.
- Negende dag van de twaalfde maand (1 januari 646): Kōtoku verlaat Asuka (飛鳥) dat tot dan toe de hoofdstad was. In plaats daarvan bracht hij de hoofdstad over naar Naniwa (難波), dat in de buurt van de baai van Ōsaka ligt, zo'n 40 kilometer van Asuka vandaan. Kōtoku centraliseerde op deze nieuwe locatie zijn macht en woonde er in een paleis dat nieuw voor hem was gebouwd: Naniwa-no-miya (難波宮).

Taika 2 (大化2年 - 646)
- Nieuwjaarsdag (22 januari): Edict om de ideeën en doelen van de Taika-hervormingen vast te leggen (改新の詔, kaishin no mikotonori - keizerlijk edict over de hervormingen).
- September: Kōtoku stuurt een diplomaat naar Silla om de belasting, die Silla de Japanse vazalstaat Mimana oplegde, te doen afschaffen.

Taika 4 (大化4年 - 648)
- Bouw van de Iwafune-vesting (磐舟柵, Iwafune no ki) in de buurt van het huidige Murakami in de prefectuur Niigata. De vesting kwam er om de Emishi te controleren en te integreren.
- Geboorte van prins Ōtomo (大友), de latere keizer Kōbun.

Taika 5 (大化5年 - 649)
- Soga no Kurayamada no Ishikawamaro (蘇我倉山田 石川麻呂), de eerste die de functie van minister van de rechterzijde (右大臣, udaijin) vervulde, wordt valselijk beschuldigd van rebellie tegen de keizer door zijn halfbroer Soga no Himuka (蘇我日向). Keizer Kōtoku beveelt om Ishikawamaro om te brengen maar deze pleegt samen met zijn vrouw en sommige van zijn kinderen zelfmoord. Wanneer later duidelijk wordt dat de beschuldigingen vals waren, wordt Himuka verbannen op de zeventiende dag van de derde maand (3 mei) naar Tsukushi. Met de dood van Ishikawamaro en de verbanning van Himuka eindigde de macht van de Soga-clan die zwaar woog op het bestuur in Japan tussen het midden van de zesde en de zevende eeuw. Op religieus gebied hadden de leden van deze clan een belangrijke rol in de introductie van het boeddhisme in Japan.[4]

Taika 6 (大化6年 - 650)
- Negende dag van de tweede maand (16 maart): de bestuurder van de provincie Nagato presenteert een witte fazant aan het hof. Dit werd beschouwd als een gunstig voorteken en op 22 maart liet de keizer de nengō veranderen in Hakuchi.